# 加利利海

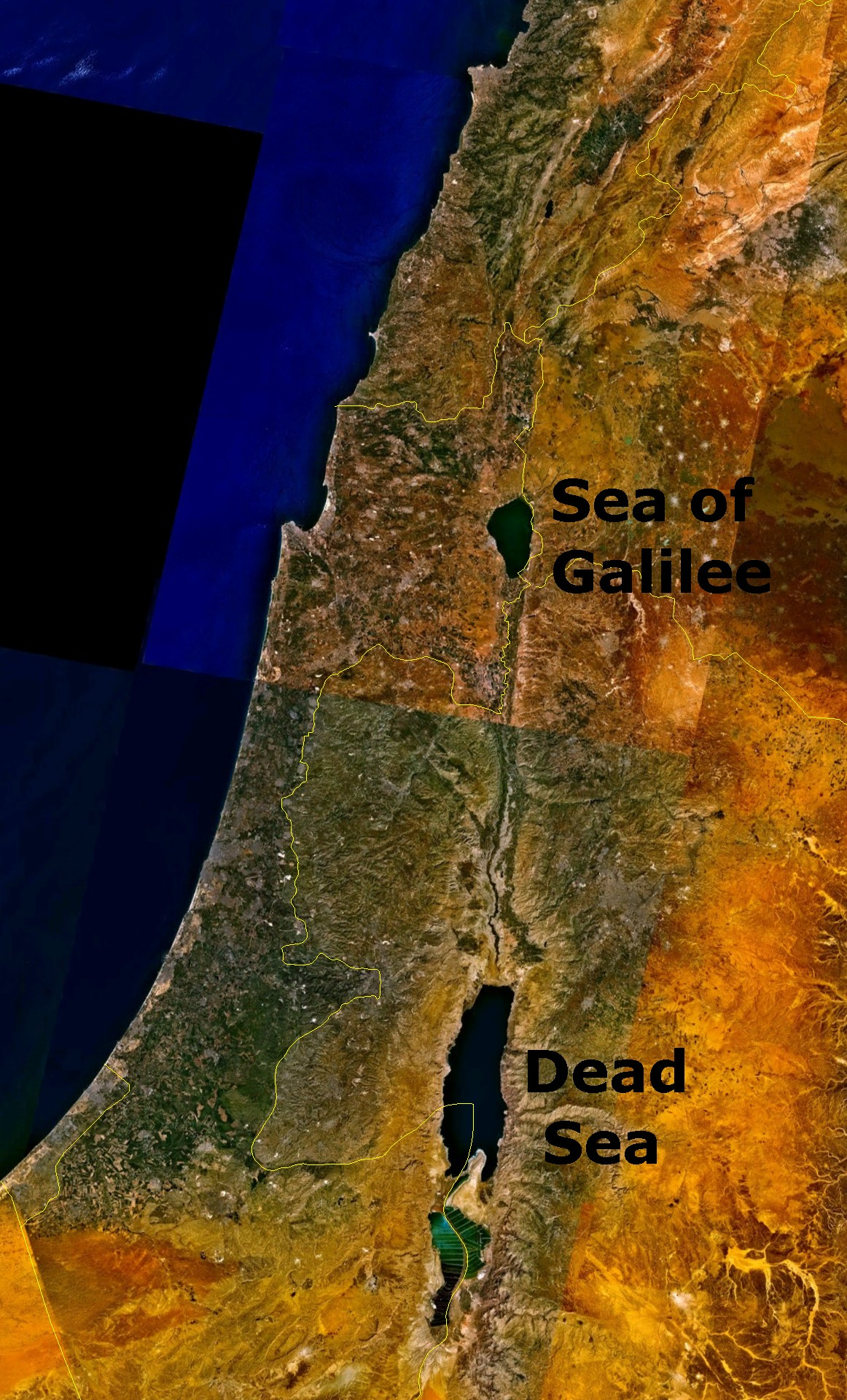
加利利海和約旦河向南注入死海

加利利海（希伯來語：ים כנרת 或 ים כינרת）又译太巴列湖（Lake Tiberias），是以色列最大的內陆淡水湖，周長53公里，長約21公里，寬約13公里；總面積166平方公里，最大深度48米，低於海平面213米，是世界上海拔最低的淡水湖，海拔第二低的湖泊（僅高於其南側的盐水湖死海）。加利利海其實不是一個海，只是傳統上稱為海。加利利海全境包括沿岸为以色列所有，与其他爭議地区不同，以色列认为並无任何主权爭议。
由於這個湖泊位於地勢低窪的裂谷中，群山環抱，經常突然發生強烈的風暴，在新約聖经中就記載了關於耶穌平靜風暴及在此传道的故事。在罗马帝國時代，這裡的魚群眾多，捕鱼业发达。在今天，餐廳裡仍非常流行“聖彼得之魚”（羅非魚）。

## 词源
該湖在現代地圖上標為加利利湖或提比利亚湖。它的名字說明它位於加利利地區。現代希伯來語稱為Yam Kinneretⓘ。可能起源於希伯來語（"harp" or "lyre"） - which the lake's shape resembles。它也稱為革尼撒勒湖／基乃勒特湖或革尼撒勒海／基乃勒特海（路加福音5:1），得名於西岸的一個富裕的小平原。該湖的阿拉伯語名稱是Buhairet Tabariyyaⓘ，意思是「提比哩亞湖」。加利利海的其他名稱：革尼撒勒湖、基尼烈海（民數記34:11；約書亞記13:27）和提比哩亞海（羅馬）。天主教各聖經版本則譯為加里肋亞海。

## 地理

加利利海与约旦河和死海的关系

加利利海有地下泉水補給，但它的主要水源是約旦河，該河從北向南流過該湖。該湖位于叙利亚-东非大裂谷的北端，這個大裂谷正是非洲板塊和阿拉伯板塊的分界線。因此該地區頻繁發生地震，在過去，火山的活動也很活躍，加利利海地區豐富的玄武岩和其他火成岩可以證明。
加利利海位于约旦河中间。约旦河的源头是以色列、叙利亚、黎巴嫩交界的黑门山，约旦河湍急而下，从迦百农附近注入加利利海。然后又从约旦尼特洗礼处附近流出加利利湖，缓慢曲折地注入死海。

## 历史

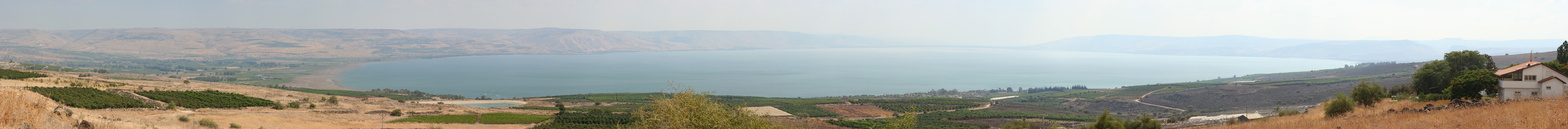
加利利湖全景图

### 古代

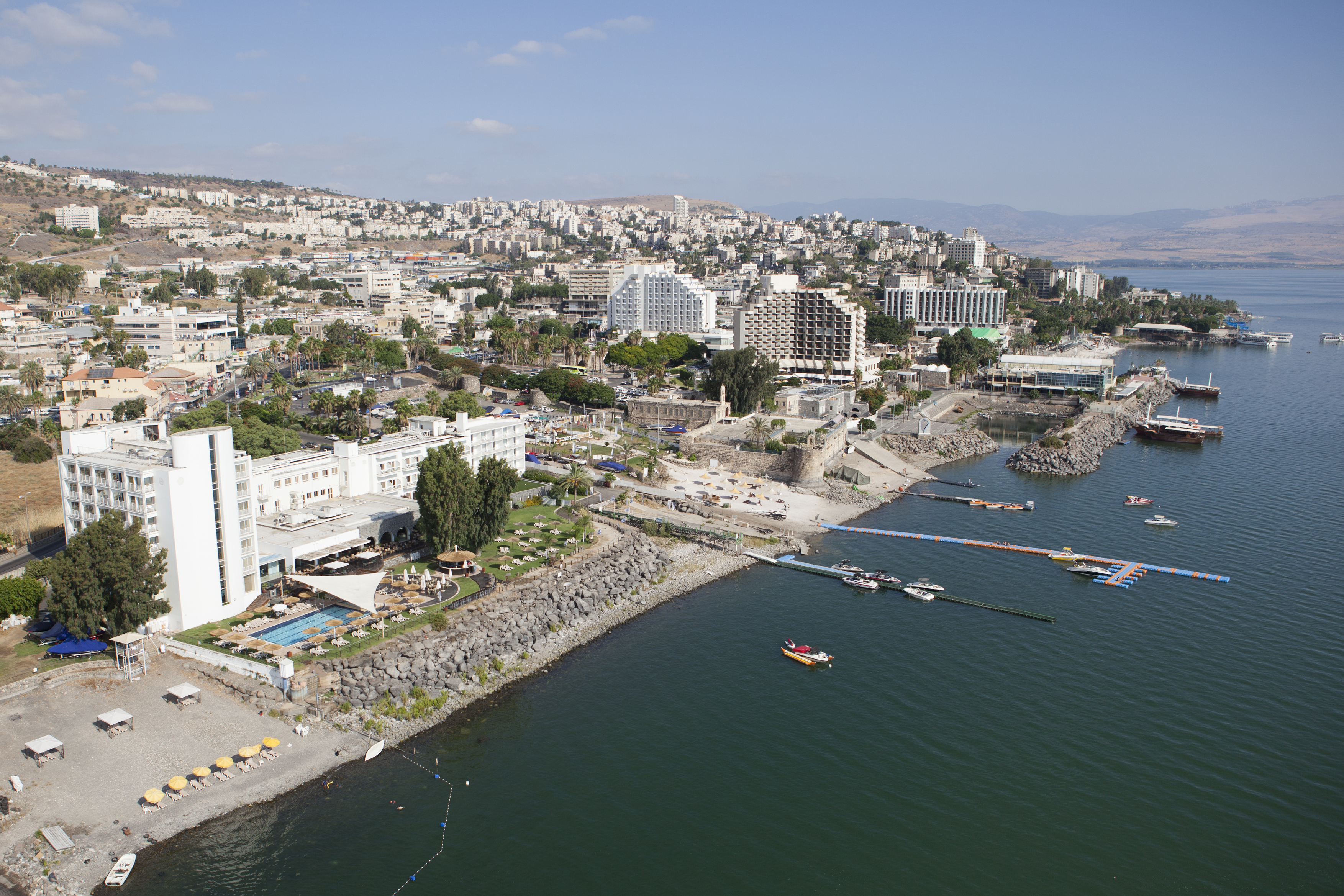
加利利湖湖畔的提比利亚城

加利利海位於古代连接埃及和叙利亚-伊拉克的重要商贸通道上。希臘、哈斯蒙尼王朝和羅馬在這裏建立了繁榮的市鎮和居民點：抹大拉、Hippos、提比利亞等。公元1世紀歷史學家弗拉維奧·約瑟夫斯對該地區印象深刻，他寫道，"One may call this place the ambition of Nature."  约瑟夫斯提到繁榮的漁業，當時有230艘船隻定期在湖上工作。
耶穌的大部份生平事跡發生在加利利海邊。那時，這裡有繼續沿湖發展的居民點和村莊、大量貿易和渡船。馬可福音（1章14節－20節）和馬太福音（4章18節－22節）描寫耶穌如何從加利利海邊呼召了祂的四個使徒；漁夫聖彼得和兄弟聖安德列、使徒約翰和聖雅各。耶穌的一個著名教導，登山寶訓，就是在湖邊的山上。祂的許多神蹟都發生在這裡：在水面行走（但有學者認為耶穌只是在浮冰上走）、平靜風暴、餵飽五千人（在塔布加）等等。
135年，犹太人反抗罗马统治的巴尔科赫巴起义被鎮壓下去。罗马从此禁止猶太人到耶路撒冷。猶太文化教育中心轉移到加利利海地區，特別是提比哩亞城。耶路撒冷猶太法典也許就是在這個地區編輯而成。

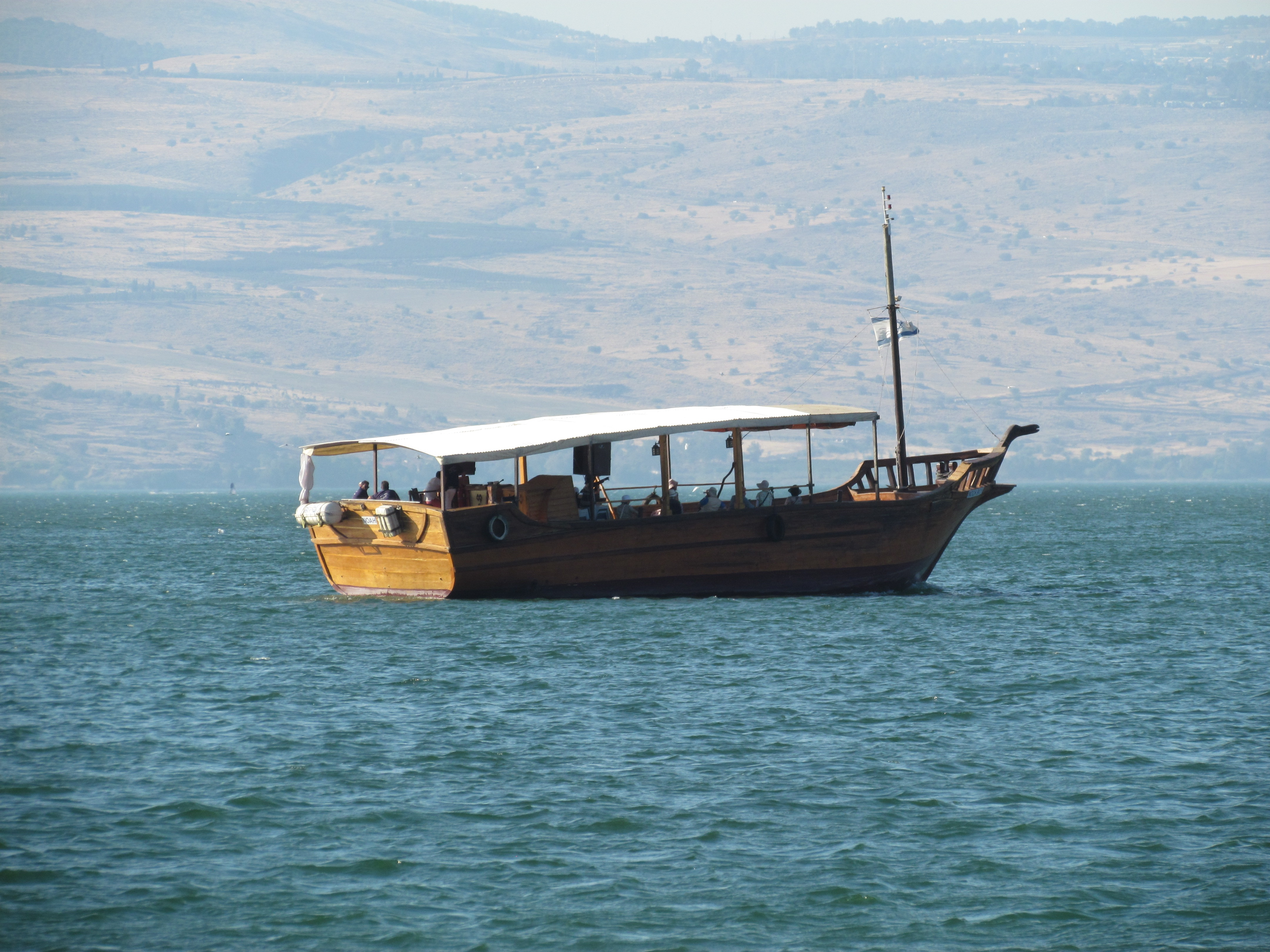
加利利湖上的旅游船

拜占庭帝國時期，該湖由於與耶穌的關聯，而成為基督徒朝聖主要目的地，這導致旅遊業的繁榮，出現了包辦旅行和許多舒適的旅館。

### 中世纪
拜占庭帝国失去對該湖的控制後，該湖的重要性下降了。該地區落入倭馬亞王朝的哈里發和後來的伊斯蘭帝國的控制之下。除了提比哩亞，主要市鎮和城市基本上都被遺棄。1187年，薩拉丁在哈丁战役中擊敗了十字軍，主要由於他能切斷十字軍獲得加利利海的淡水。

### 近现代

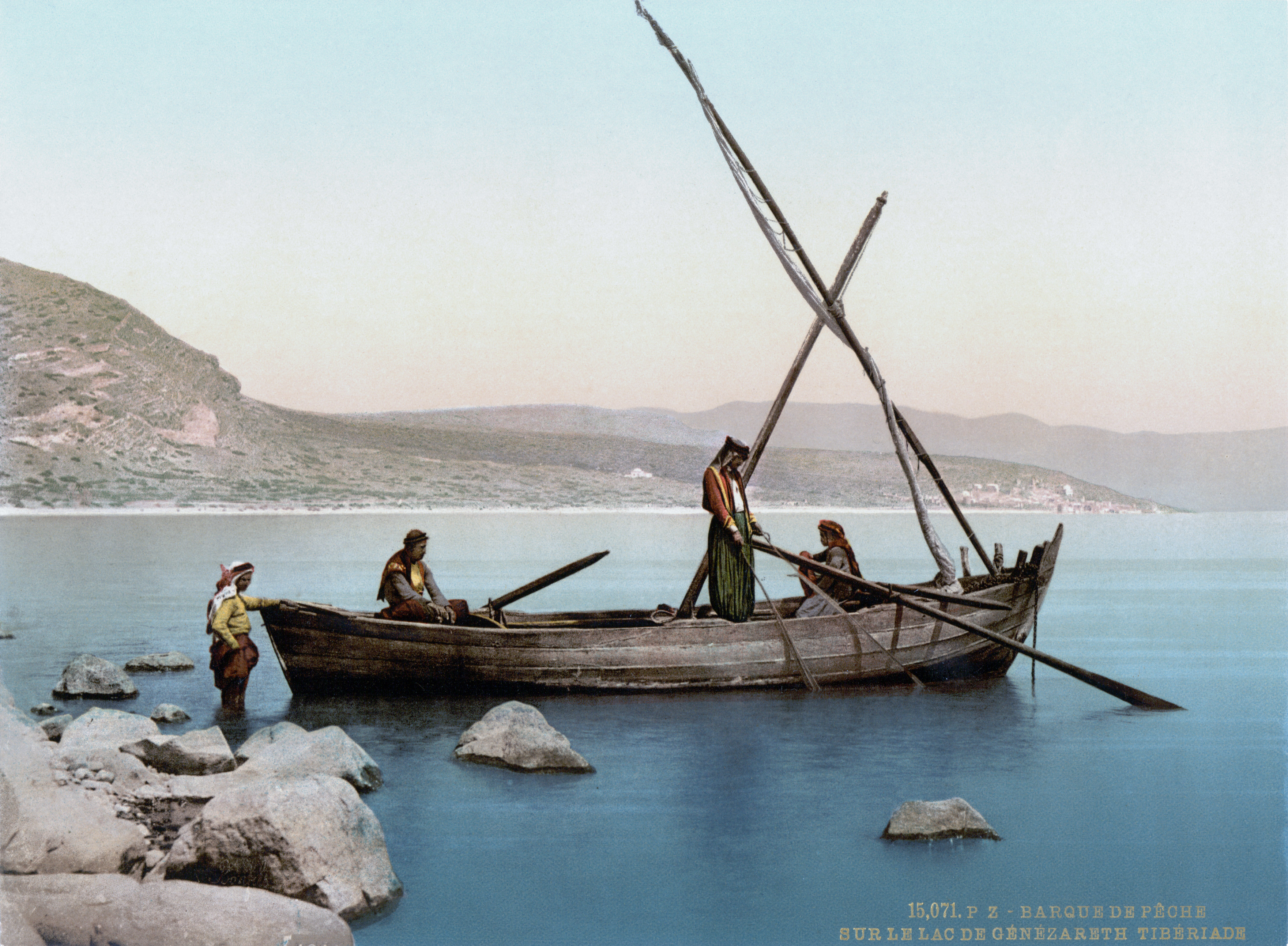
加利利海上的漁夫，1890-1900

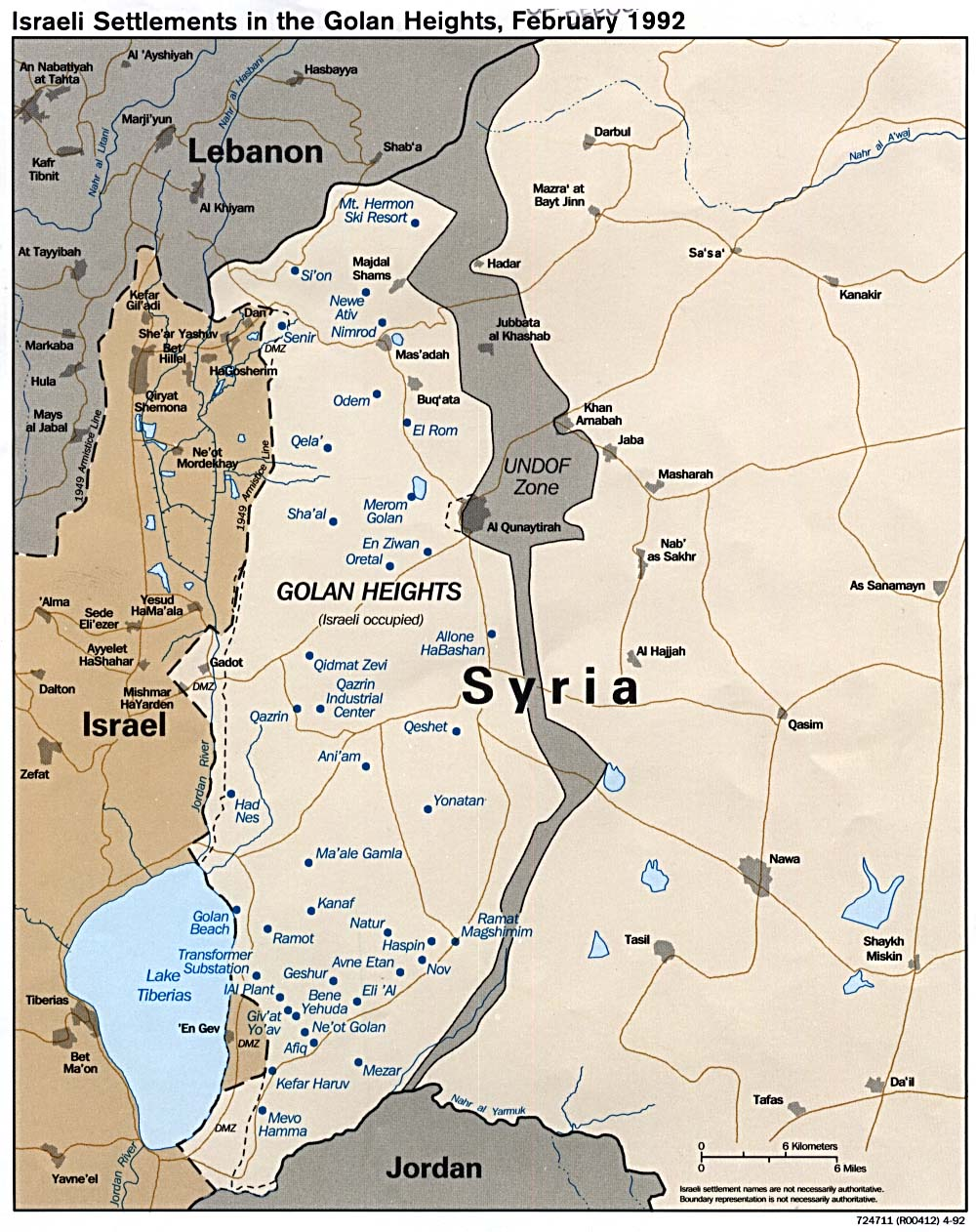
今天加利利海地區的政治地圖

1909年猶太先驅建造第一個合作農莊（基布茲），加利利海訓練猶太移民從事農業。後來加利利海先驅們建立了基布茲Degania。加利利海是早期猶太復國運動——基布茲文化的搖籃和拿俄米·舍莫爾出生地和拉結墓——最著名的兩位以色列詩人。
1923年，英國和法國達成協定，劃定了英屬巴勒斯坦和法屬敘利亞的邊界。英國移交戈蘭高地南部給法國，換來約旦河谷北部。邊界重劃，因此約旦河兩邊和整個加利利海，包括沿著東北岸10米寬的湖岸，成為巴勒斯坦的一部份。
联合国大会181号决议將這塊地區歸屬了猶太國家，也就是后来成以色列，这使后来有关此地主权谁屬毫无異议。第一次中东战争期間，敘利亞佔領了東北岸。邊界線和當時非军事區1949年停火协议簽署了。
1967年六日戰爭中，以色列控制整個加利利海和戈蘭高地，加利利海成為以色列的“内湖”。

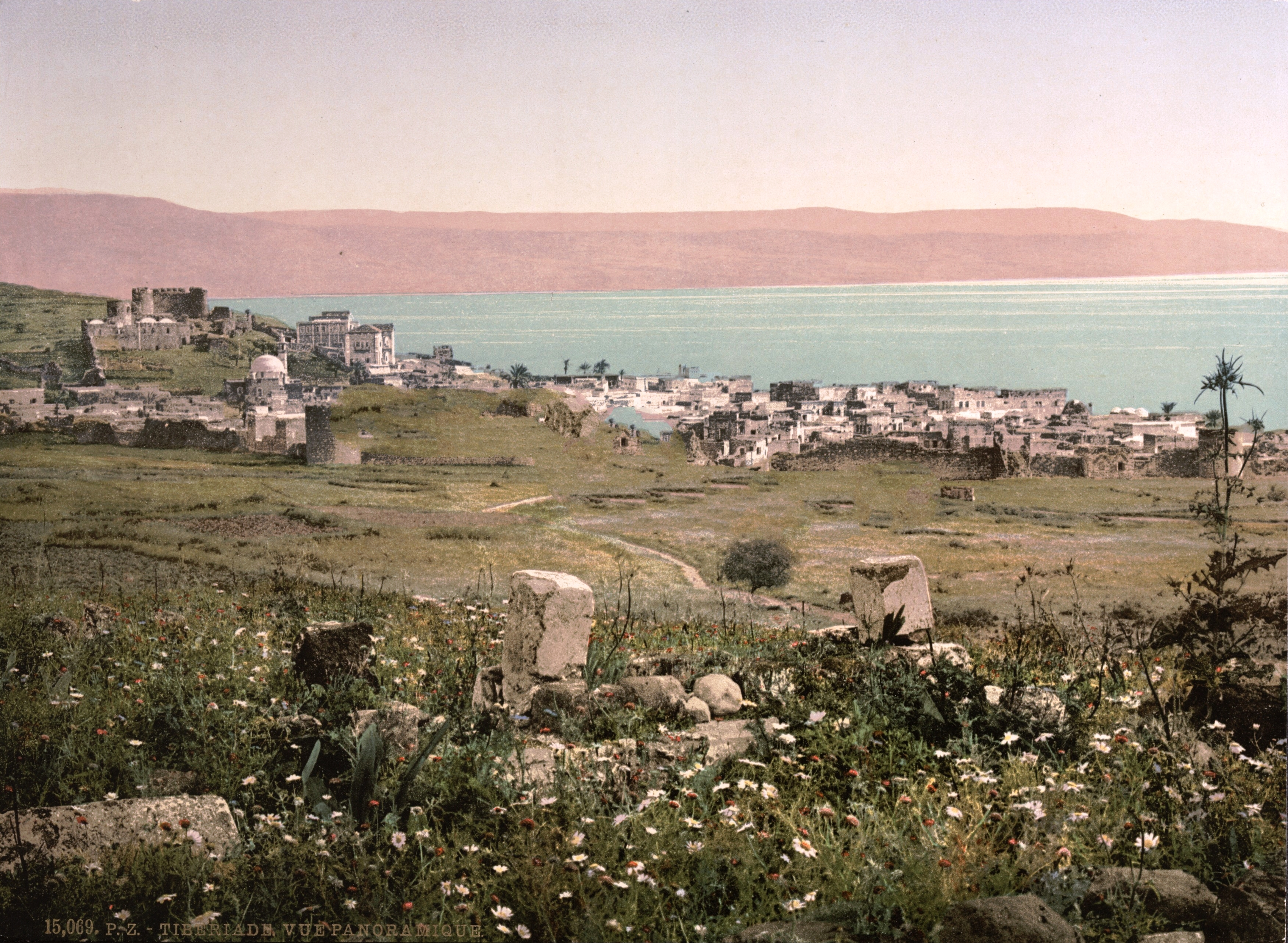
19世纪末的提比利亚和加利利海

敘利亞聲稱加利利海東北岸是戈蘭高地的一部份，皆因約旦河的源頭源自該地。
領土爭議一直沒有解決，而以色列認為加利利海屬於其内湖，並与其他地区不同，认为沒有任何主权爭議。敘利亞和以色列在1990年代進行領土和平談判時，敘利亞曾一度提出一旦以色列同意歸還戈蘭高地，敘利亞同意加利利海及約旦河兩岸均屬於以色列，但於2000年和談後無疾而終。
以色列的以色列國家供水系統建於1964年，將水從該湖輸送到以色列的人口中心，是該國大部份的飲用水資源。以色列控制水源，並負責供應湖水給約旦河西岸和約旦。對水的需求增長和有時的枯水導致該湖的壓力和水量減少，有時達到危險的低水平。

## 旅游业
旅遊業目前是加利利海最重要产业。整個加利利海是一個流行的度假勝地。環湖有許多歷史遺址和教堂，每年有數百萬當地和外地遊客來訪。其他經濟活動包括漁業、農業和钻石加工业，特別是周邊肥沃帶狀地區的香蕉種植業。

## 參看
- 加利利
- 耶稣
- 耶稣的事工